# Otone
Marco Otone Cesare Augusto (in latino Marcus Otho Caesar Augustus; nelle epigrafi: IMP•M•OTHO•CAESAR•AVGVST; Ferento, 28 aprile 32 – Brixellum, 16 aprile 69), nato Marco Salvio Otone e meglio conosciuto semplicemente come Otone, è stato un imperatore romano. Fu in carica per circa tre mesi, dal 15 gennaio del 69 alla sua morte, avvenuta nell'anno dei quattro imperatori.
Proveniente da una nobile famiglia etrusca, iniziò la sua vita pubblica sotto il principato dell'imperatore Nerone, del quale diventò intimo amico. Il rapporto fra i due si ruppe quando Otone rifiutò di divorziare dalla moglie Poppea, che Nerone voleva appunto sposare. Otone venne quindi mandato come governatore nella lontana Lusitania, dove amministrò la provincia per dieci anni. Nel 68 aiutò Galba a rovesciare Nerone e a prendere il potere imperiale, ma quando vide le sue speranze di essere designato erede andare in fumo, si rivoltò contro Galba e prese lui stesso il potere. Dopo pochi mesi di tranquillità e ordinaria amministrazione, iniziò una guerra con il ribelle Vitellio. Questi scese in Italia dalla Germania e sconfisse gli eserciti di Otone, che si suicidò per non far continuare i conflitti.

## Le fonti storiografiche
La principale fonte storiografica antica su Otone sono le Storie di Tacito che descrivono dettagliatamente la guerra civile del 68-69. Altra importante fonte antica sono le Vite dei Cesari di Svetonio, che parla anche della famiglia di origine, dell'aspetto e delle abitudini dell'imperatore. Altre fonti sono gli Annali di Tacito, che lo citano durante il regno di Nerone, le Vite parallele di Plutarco e la Storia romana di Cassio Dione. Riferimenti a Otone vengono fatti da Aurelio Vittore, Eutropio, Plinio il Vecchio e Giovenale.

## Biografia

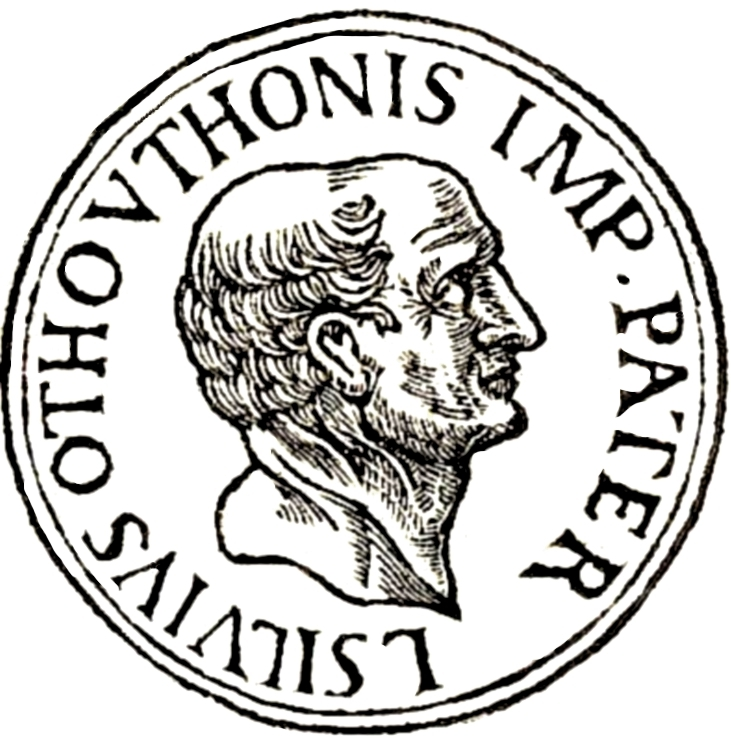
Ritratto di Lucio Salvio Otone, padre dell'imperatore Otone (Promptuarii Iconum Insigniorum, Guillaume Rouillé)

### Origini familiari
Otone apparteneva a un'antica e nobile famiglia etrusca residente a Ferentium (odierna Ferento), facente parte della gens Salvia. Nacque con il nome di Marco Salvio Otone in onore del nonno, un senatore romano diventato pretore e primo membro della famiglia a entrare in Senato. Sua bisnonna paterna era invece una certa Tizia, figlia di Lucio Tizio, sepolta a Ferento e morta nel 23 a.C. Suoi genitori furono Lucio Salvio Otone, intimo amico di Tiberio, e Albia Terenzia. Aveva un fratello maggiore, Lucio Tiziano, e una sorella, Salvia, che da giovane fu promessa a Druso Cesare, figlio di Germanico.

### Giovinezza e carriera politica (32-68)

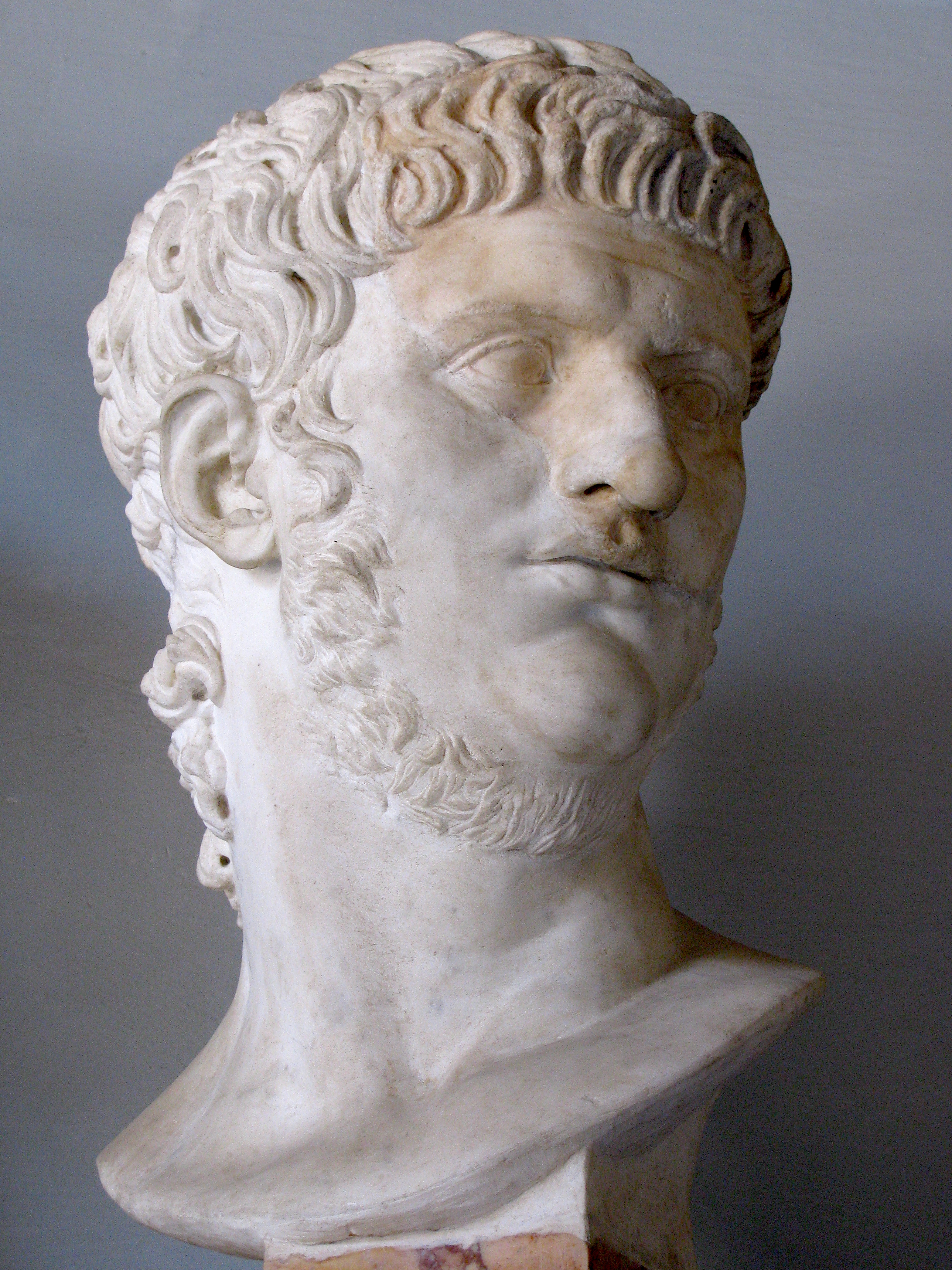
Busto di Nerone, imperatore e intimo amico di Otone con il quale litigò a causa di Poppea Sabina (Musei Capitolini, Roma)

Fu fin da piccolo prodigo e turbolento, tanto che il padre doveva spesso ricorrere alla frusta. Quando quest'ultimo morì cercò di entrare nella corte imperiale e ci riuscì accattivandosi una vecchia liberta di cui si era finto innamorato. Riuscì così a conoscere Nerone e divenne uno dei suoi più cari amici, probabilmente a causa delle loro similitudini caratteriali. Otone e Nerone erano soliti fare scorrerie notturne per la città e fu proprio Otone che aiutò l'imperatore a coprire la sua storia amorosa con la liberta Claudia Atte, che non era approvata da Agrippina, madre di Nerone.
Il giorno in cui Nerone prese la decisione di uccidere la madre, Otone ne era al corrente e in seguito il Principe gli chiese di prendere presso di sé Poppea, una sua amante che aveva strappato al marito. Otone, però, si innamorò di lei, la sposò e si rifiutò di rimandarla a Nerone. Dopo minacce e appelli dell'imperatore, il matrimonio venne annullato e Otone, grazie all'intercessione di Seneca, fu mandato con l'incarico di governatore nella remota provincia di Lusitania, poiché Nerone non se la sentì di condannarlo a causa dei segreti che conosceva. Avendo ricoperto Otone solamente la carica di questore, incarico assegnatogli l'anno precedente (57), il governo della Lusitania era sia una promozione, poiché veniva di solito data agli ex pretori, sia un esilio. Otone rimase quindi nella provincia occidentale dal 58 per i successivi dieci anni, sorprendendo tutti amministrando la Lusitania con una moderazione non comune a quel tempo.

### Ascesa al potere (68-69)

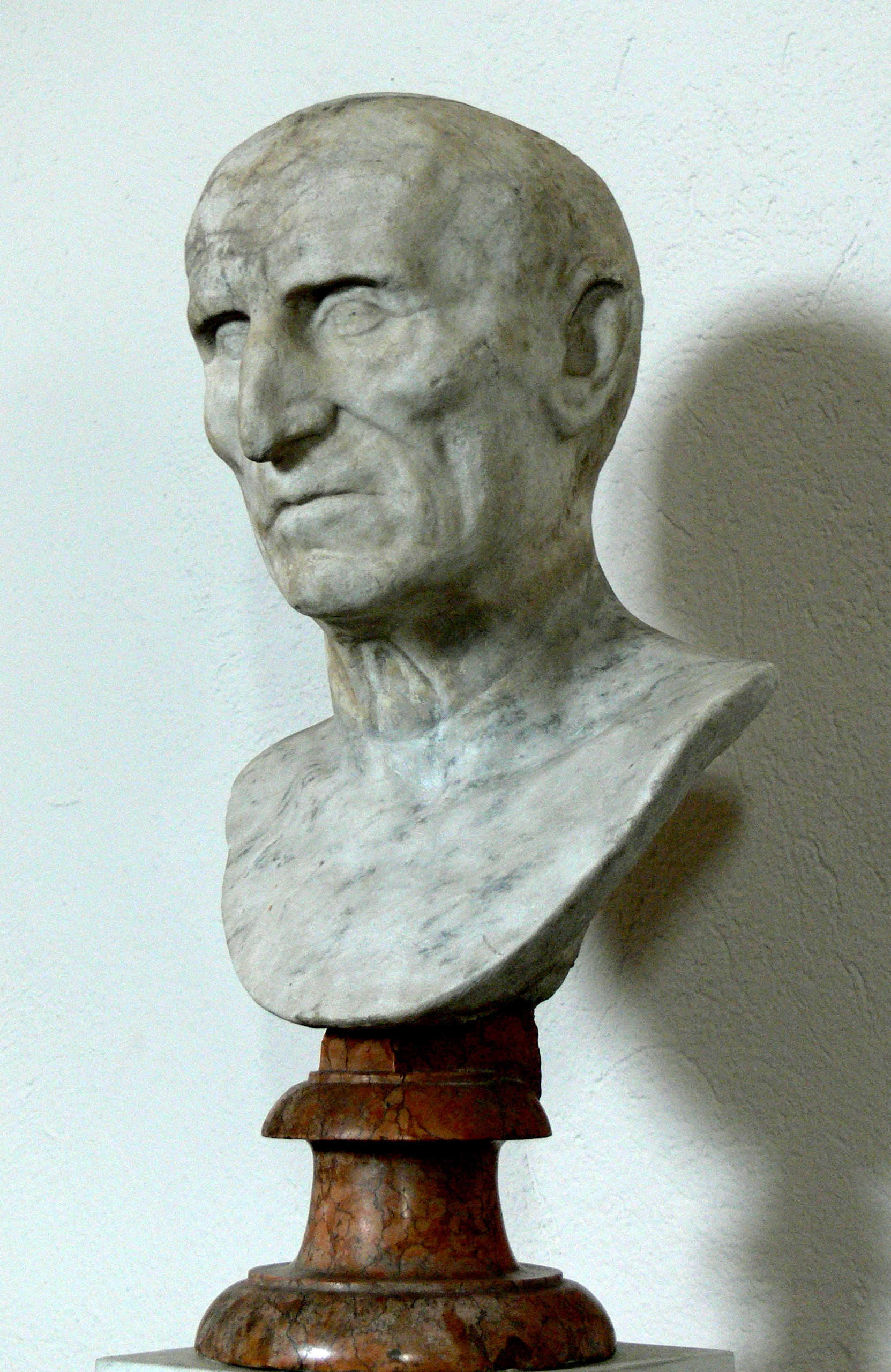
Busto di Galba, predecessore di Otone al governo imperiale (Palazzo Reale, Stoccolma)

Nel 68 il governatore della Spagna Tarraconense, Servio Sulpicio Galba, si rivoltò contro Nerone e Otone lo accompagnò a Roma, appoggiandolo e apparendo come il miglior generale nel suo seguito. A questo poteva averlo spinto il risentimento per il trattamento che aveva ricevuto da Nerone, ma a tale motivazione certamente si aggiunge l'ambizione personale. Nerone si suicidò il 9 giugno 68 e Galba venne acclamato imperatore dal Senato e dal popolo. Otone si vide allora già sul trono, poiché Galba non aveva figli ed era avanti negli anni: essendo appoggiato dai soldati, dalla corte di Nerone, e incoraggiato anche dalle predizioni degli astrologi, Otone aspirava a essere adottato da Galba per succedergli. Otone fu appoggiato da Tito Vinio, amico del giovane e forse suo promesso suocero, dato che Otone aveva intenzione di sposarne la figlia Crispina, mentre gli si opponevano Cornelio Lacone e Icelo Marciano; vedendo l'esitazione dell'imperatore, che considerava anche Gneo Cornelio Dolabella per l'adozione, Otone iniziò quindi a ingraziarsi i pretoriani con premi in denaro e favori.

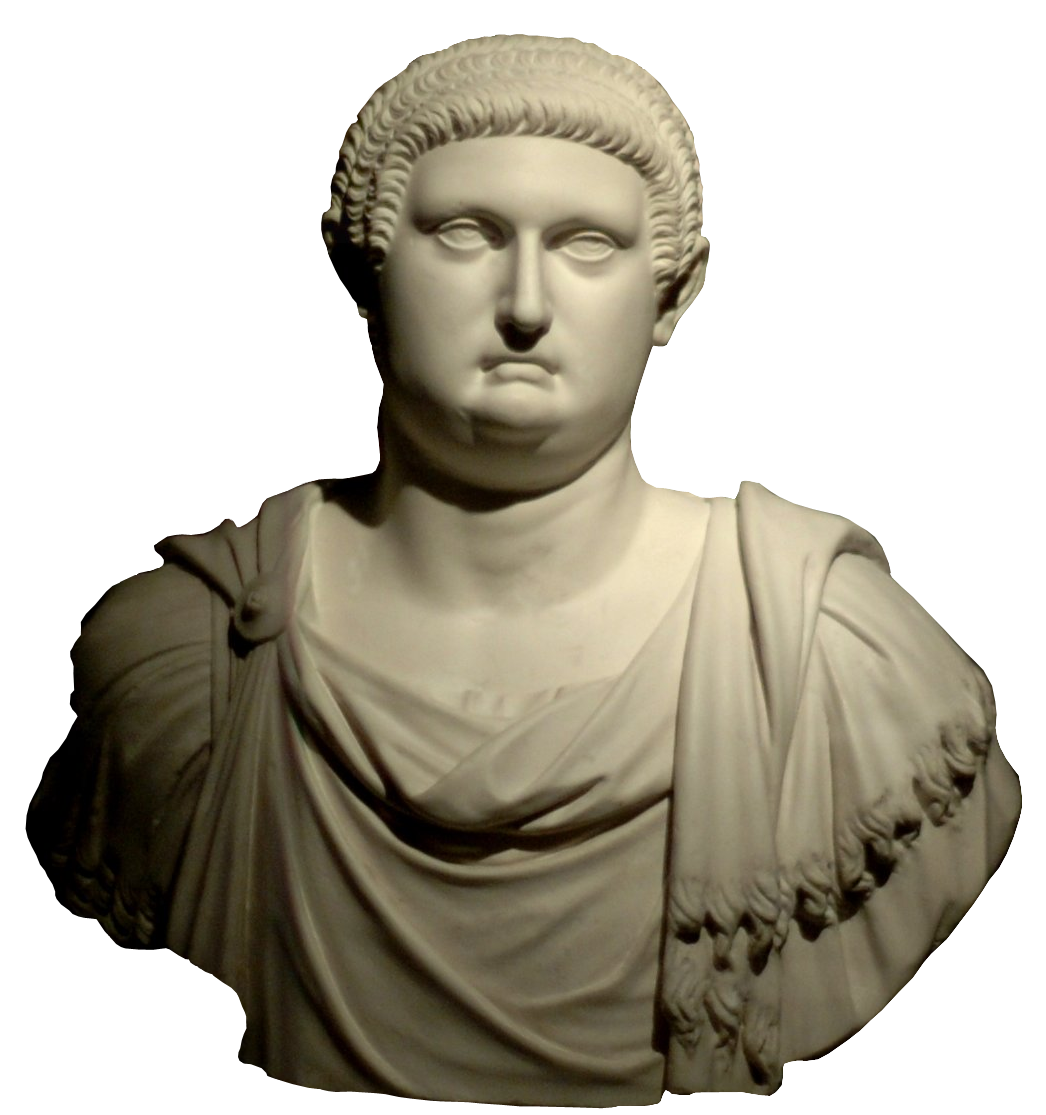
Busto di Otone (Museo delle Scienze Naturali, Houston, Texas)

Fu il 10 gennaio del 69 che le sue speranze furono raffreddate dall'adozione formale da parte di Galba di Lucio Calpurnio Pisone Liciniano: Galba infatti conosceva Otone e voleva avere un successore più degno e meritevole della sua posizione, non volendo lasciare l'impero in mano a una persona molto simile a colui a cui l'aveva strappato. Non rimaneva a Otone che incassare il colpo; disperato per lo stato delle sue finanze, rovinate a causa delle sue precedenti stravaganze, trovò comunque il danaro per pagare i servizi di dieci pretoriani estorcendoli a un funzionario imperiale: diede a ognuno un anticipo di diecimila sesterzi e ne promise altri cinquantamila. I soldati non assoldarono nessun altro, poiché erano convinti che i loro camerati si sarebbero uniti alla congiura sul momento, visto lo scontento crescente verso Galba.
La sera del 14 gennaio, solo quattro giorni dopo l'adozione di Pisone, Otone era preparato a far uccidere Galba nei Palazzi imperiali del Palatino subito dopo la cena, ma decise di rinviare l'azione per paura di inimicarsi la coorte che era di guardia, la stessa che aveva assistito agli assassinii di Caligola e Nerone. Il giorno seguente presentò i suoi omaggi all'imperatore, assistette ai sacrifici presso il tempio di Apollo e all'orazione dell'aruspice, quindi si accomiatò da Galba con la scusa di dover vedere una nuova casa da comprare o di sentirsi male e, attraverso un lungo giro che toccò la Domus Tiberiana e il Velabro, si recò presso il Miliario aureo nel Foro dove lo attendevano i suoi complici. Egli quindi fu scortato al campo dei pretoriani, dove fu acclamato imperatore dalla folla, fu sollevato sulle spalle dei soldati e posto sulla statua d'oro di Galba.
Intanto Galba, che aveva ricevuto la notizia del tentativo di colpo di Stato in maniera confusa, aveva inviato guardie per tutta la città. Fu raggiunto però da una nuova voce che diceva che Otone era stato ucciso dai pretoriani, quindi scese dal Palatino e andò nel Foro. Pisone, che aveva anche lui ricevuto delle notizie sull'accaduto, si precipitò nel Foro per stare con il padre: la folla li circondò e i cavalieri congiurati li trucidarono sul bordo del Lacus Curtius. Il corpo di Galba fu fatto a pezzi dai soldati e dal popolo. Come immediata conseguenza, furono nominati i nuovi prefetti: il pretorio fu assegnato a Plozio Firmo e Licinio Proculo, mentre Flavio Sabino diventò prefetto della città.

Quella stessa sera, Otone ricevette l'investitura dai senatori con il nome di "Augusto", la potestà tribunizia e altre dignità appartenenti all'imperatore. Otone dovette il suo successo al risentimento covato dai pretoriani e dal resto dell'esercito per il rifiuto di Galba di pagare le somme promesse a chi aveva supportato la sua ascesa al trono; inoltre la popolazione della città non gradiva Galba e rimpiangeva la memoria di Nerone.

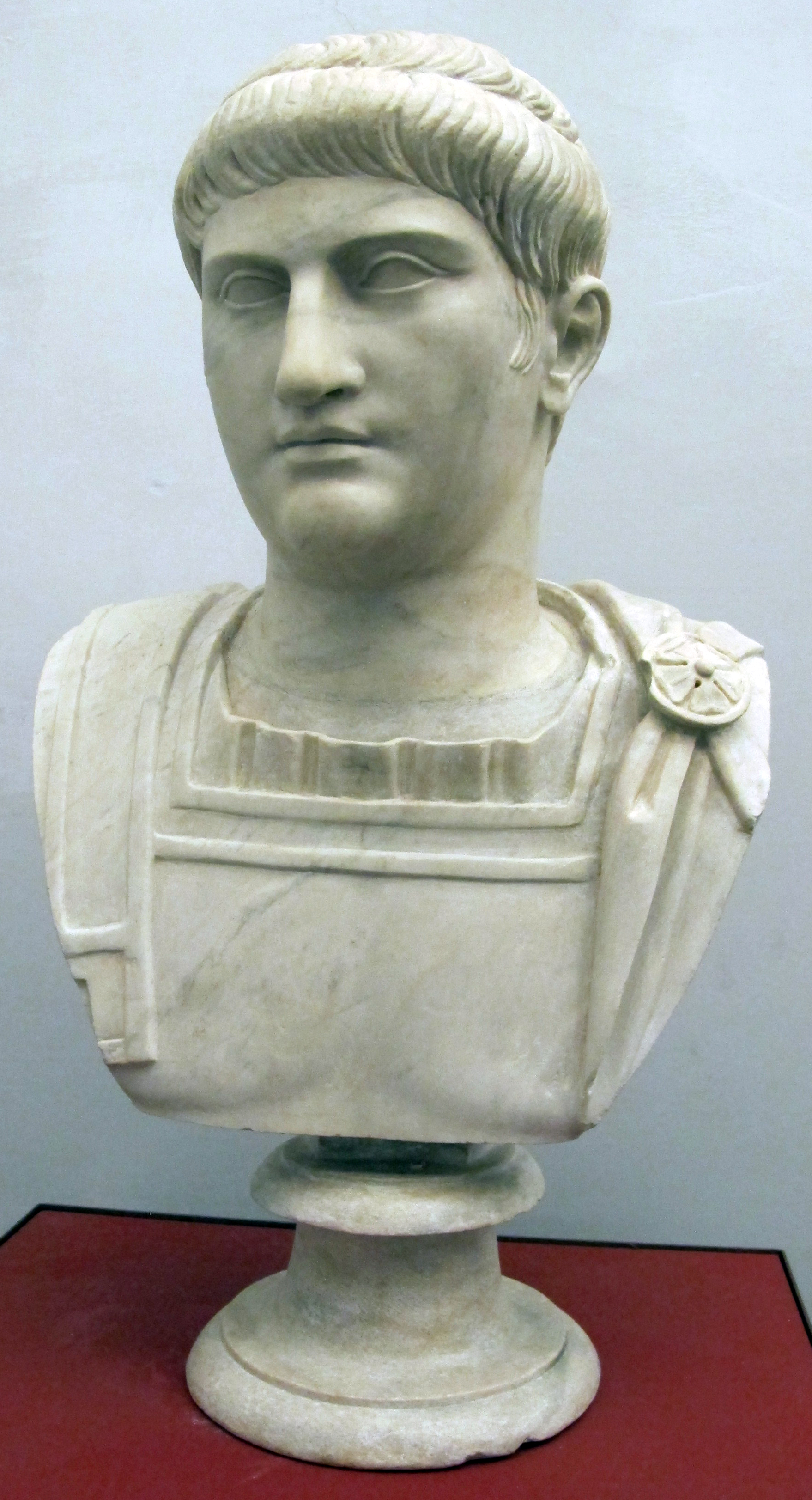
Busto marmoreo di Otone (Palazzo Medici Riccardi, Firenze)

### Il breve principato (69)

#### I primi mesi (gennaio-febbraio)
Il popolo iniziò a chiamarlo con il soprannome "Nerone", in virtù dell'antica amicizia con il vecchio imperatore; Otone cercò quindi di risollevare l'immagine dell'ultimo giulio-claudio: fece nuovamente installare statue di Nerone e di sua moglie Poppea, vennero richiamati a servizio i suoi liberti e la sua servitù e, con lo stanziamento di 50 milioni di sesterzi, fu annunciata l'intenzione di completare la Domus Aurea. Questa azione aveva principalmente lo scopo di creare nuovi posti di lavoro e di ingraziarsi la plebe, favorevole a Nerone, che era messa in agitazione dalla scarsità delle riserve di grano, accentuata dalla presenza in città di alcune decine di migliaia di soldati, e, più avanti, dall'esondazione del Tevere che fu seguita dal crollo del pons Sublicius e da vari allagamenti. Agendo in questo modo, però, Otone si rese ostile al Senato, che si era chiaramente opposto a Nerone e presso il quale la sua posizione era invisa, data la violenta presa del potere. Tuttavia i timori dei più sobri e rispettabili cittadini furono dissipati dalle dichiarazioni di Otone sulle sue intenzioni di governare con giustizia e dal suo clemente giudizio nei riguardi di Aulo Mario Celso, console designato e devoto seguace di Galba.
Otone, nei giorni che seguirono il bagno di sangue avvenuto nel Foro, apparve sconvolto dall'accaduto, riusciva a malapena a dormire e si pentiva di aver ucciso Galba, rincuorandosi però al pensiero che così aveva posto fine a una guerra civile. Otone iniziò a governare con giudizio, cercando intanto di guadagnare anche il favore di parte del Senato assegnando a vari membri cariche sacerdotali, ma la sua politica venne interrotta dopo pochi giorni da una notizia dalla Germania: le legioni del Reno avevano elevato a imperatore il loro generale, Aulo Vitellio. Il Senato inviò allora una delegazione a nord per informare Vitellio che era già stato eletto un imperatore e quindi di ammansire le sue truppe; Otone, invece, per mezzo di un suo messo personale chiese a Vitellio di affiancarlo nel governo dell'Impero e di diventare suo genero.
Dopo qualche giorno - durante i quali, successivamente a uno scambio di lettere contenenti promesse reciproche di vantaggi, sembrava di essere quasi giunti a un accordo - i due imperatori ruppero i legami e Otone richiamò tutti gli ambasciatori imperiali della Germania. Otone inviò allora delle delegazioni in Germania Magna, alla legione Italica e a Lugdunum, facendo finta che fossero dietro ordini del Senato; tuttavia aveva inviato allo stesso tempo dei pretoriani e questi, stando direttamente agli ordini dei Otone, vennero subito rimandati a Roma prima che potessero parlare con i soldati. I due imperatori mandarono sicari l'uno contro l'altro e Vitellio arrivò a scrivere una lettera con minacce di morte a Tiziano, fratello di Otone, e al figlio Lucio Cocceiano.
A dare nuova speranza a Otone fu la notizia che altre province si erano schierate a suo favore, giurandogli fedeltà: la Dalmazia, la Pannonia e la Mesia a nord, la Spagna a ovest, la Giudea di Tito Flavio Vespasiano e tutte le province asiatiche a est, l'Egitto e l'Africa, tenuta dal proconsole Gaio Vipstano Aproniano, a sud. Le province della Gallia (Aquitania e Provenza) si schierarono invece con Vitellio.

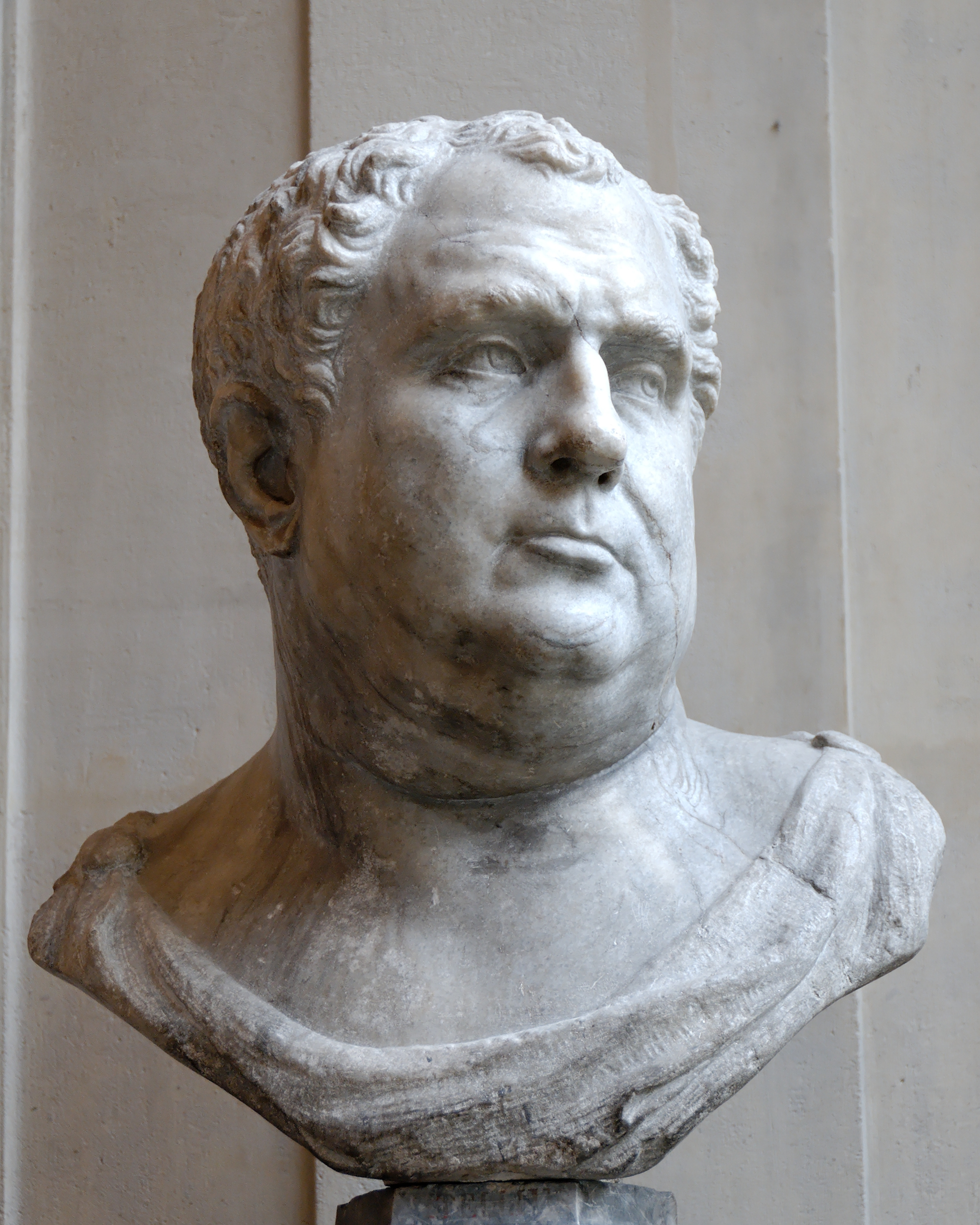
Presunto busto di Vitellio, avversario di Otone e imperatore dopo di lui (Museo del Louvre, Parigi)

Otone, superate le difficoltà iniziali, governò l'impero come in tempi di pace: inviò molte famiglie nelle colonie spagnole di Hispalis ed Emerita, diede la cittadinanza romana ai Lingoni (un popolo gallico), diede le città dei Mauri alla Betica, emanò una nuova legislazione per le province di Cappadocia e Africa. Inoltre ottenne un successo militare quando novemila cavalieri Roxolani invasero la Mesia e furono sconfitti dal legato Marco Aponio Saturnino, che li ricacciò indietro; per questa impresa Aponio ebbe una statua trionfale a Roma. Nei primi giorni di marzo, a Ostia scoppiò anche una confusionaria rivolta, che in una notte vide schierati i centurioni, i senatori armati e i pretoriani. Solo quando i pretoriani videro Otone al sicuro e ascoltarono il suo discorso che li richiamava all'ubbidienza, si calmarono e la sollevazione immediatamente finì.

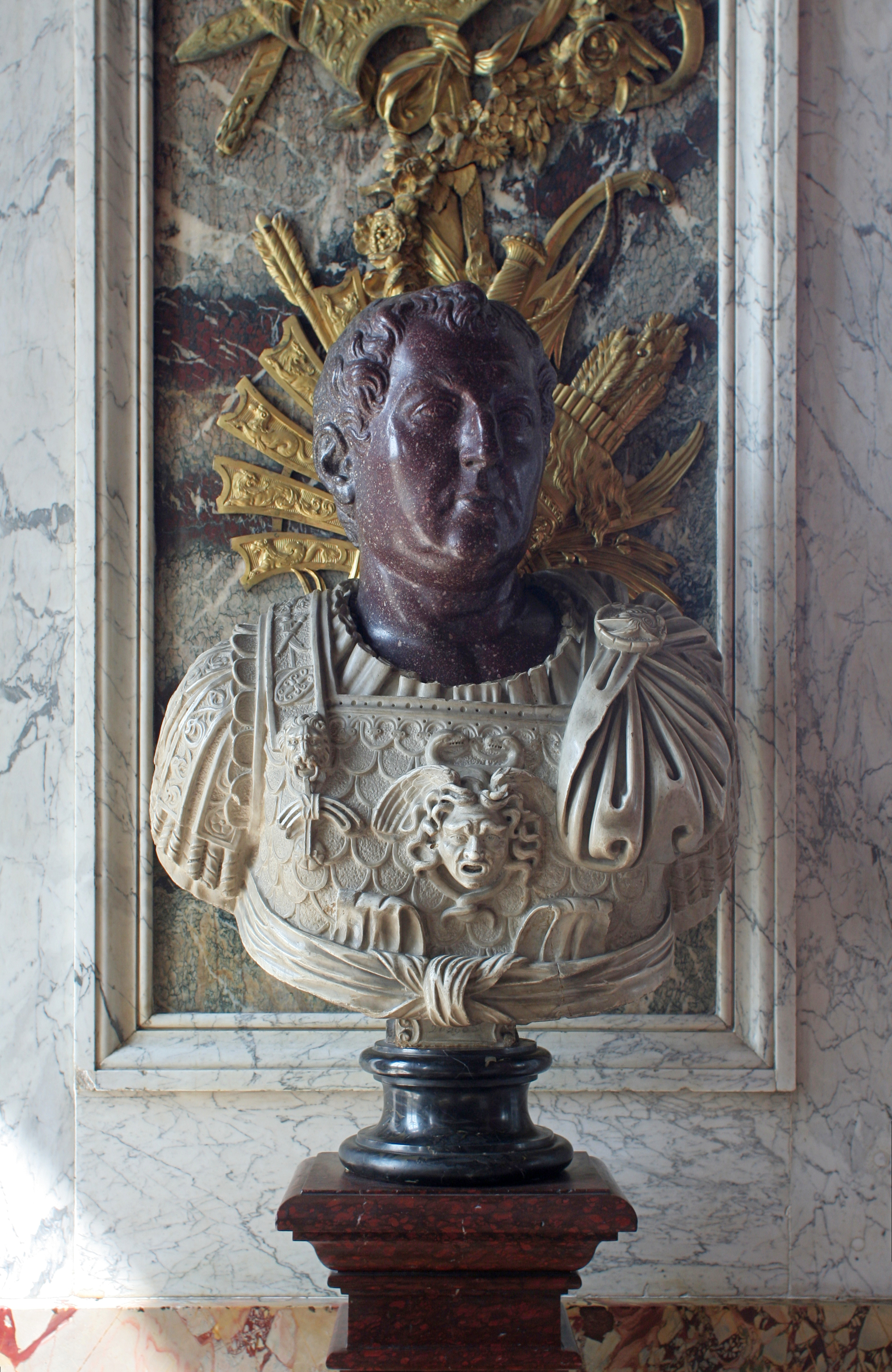
Busto di Otone (Reggia di Versailles, Versailles)

#### La guerra con Vitellio (marzo-aprile)
La guerra con Vitellio era, però, ormai inevitabile e le armate dalla Germania erano già arrivate sulle Alpi. Otone decise quindi di organizzare un esercito e diede grandi poteri al prefetto del pretorio Licinio Proculo. Il 14 marzo l'imperatore, spaventato da prodigi e presagi negativi, partì verso il Nord alla testa delle sue truppe, per impedire all'esercito di Vitellio di entrare in Italia. Lasciò quindi il governo dell'impero in mano al fratello, Lucio Tiziano. L'esercito che lasciò Roma, la Legio I Adiutrix, cinque coorti pretoriane e altri duemila soldati, era pronto a unirsi alle quattro legioni provenienti dalla Pannonia e dalla Dalmazia, la Legio VII Gemina, XI Claudia, XIII Gemina e XIV Gemina.
Otone non affrontò mai la battaglia, ma restò a Brescello e inviò il generale Trebonio Gallo per prendere le rive del Po e scacciare il generale vitelliano Aulo Cecina Alieno. Intanto la flotta dell'imperatore avanzava da Roma, conquistò in breve tempo tutte le coste italiane, e arrivò in Gallia Narbonense sotto il comando di Svedio Clemente, Antonio Novello ed Emilio Pacense. I comandanti della flotta otoniana, però, saccheggiarono e bruciarono le terre e i villaggi che incontravano e per questo gli abitanti delle Alpi, sotto il comando del procuratore Mario Maturo, si rivoltarono contro Clemente; la rivolta fu però duramente repressa.
Intanto era sceso in Italia, con il comando dell'esercito di Vitellio, il generale Fabio Valente; questi mandò nella Narbonense il generale Giulio Classico per contrastare l'avanzata di Clemente. I due eserciti si scontrarono a Forum Iulii, nell'odierna Provenza. La battaglia fu vinta dagli otoniani, ma le perdite furono così importanti che entrambi gli eserciti si ritirarono, i vitelliani ad Antibo e gli otoniani ad Albenga. Questa vittoria si ripercosse sulla vicina isola della Corsica, dove comandava il procuratore Decimo Pacario: questi odiava Otone, ma il popolo era spaventato dalla vicinanza della flotta di Clemente e quindi uccise Pacario, portandone la testa all'imperatore.
Intanto, nella Cisalpina, il vitelliano Aulo Cecina Alieno condusse un esercito nella Pianura Padana e in breve tempo fu padrone del Po e delle sue rive. L'unica città rimasta fedele a Otone era Piacenza, sotto il comando di Vestricio Spurinna. Cecina allora pose il campo sulle rive settentrionali del fiume, mentre Spurinna faceva fortificare tutta la città. Il giorno seguente i vitelliani attraversarono il Po e iniziarono l'assedio, sperando in una facile vittoria. Le truppe di Cecina furono però respinte grazie al comando di Spurinna e il generale fu costretto ad attraversare nuovamente il Po e fuggire nella città di Cremona.

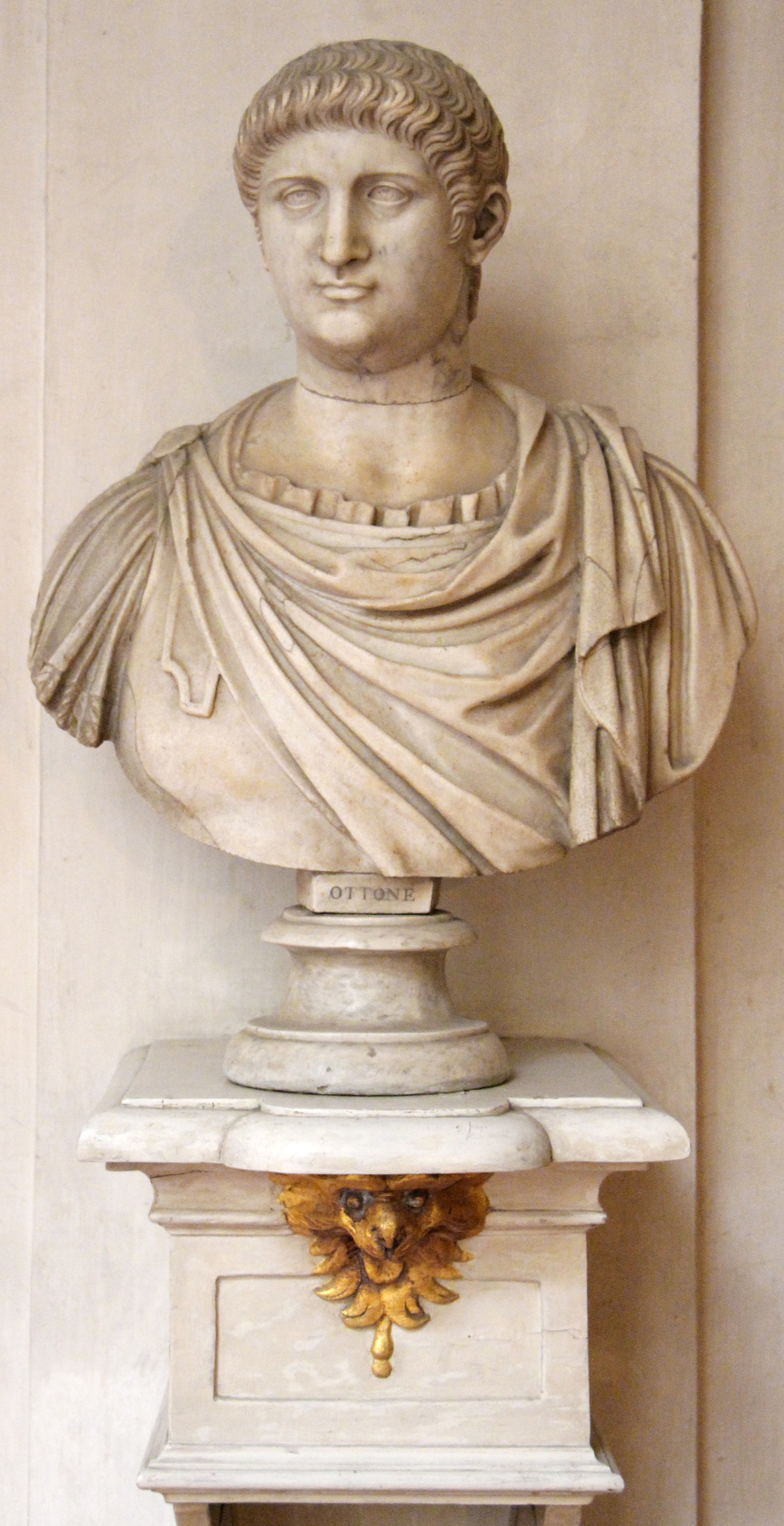
Busto di Otone (Villa medicea del Poggio Imperiale, Firenze)

L'otoniano Trebonio Gallo, che andava in soccorso di Piacenza con la I legione, fu avvertito della ritirata di Cecina. Decise allora di andare incontro al nemico, ma a Cremona era già in atto una battaglia tra Cecina e Marzio Macro, che, passato il Po con dei gladiatori, aveva attaccato i vitelliani scacciandoli dalla città. I comandanti dell'armata di Otone (Trebonio Gallo, Gaio Svetonio Paolino e Mario Celso), iniziarono a essere visti con sospetto alla corte dell'imperatore poiché non avevano inseguito l'esercito di Cecina in fuga e quindi fu inviato Lucio Tiziano per prendere il comando come Generale della guerra. Poiché Fabio Valente stava avvicinandosi all'esercito di Cecina, quest'ultimo, che non voleva presentarsi sconfitto, decise di attaccare l'esercito nemico presso il Locus Castorum, a dodici miglia da Cremona: anche in questo scontro Cecina venne sconfitto e si ritirò presso l'armata di Valente.

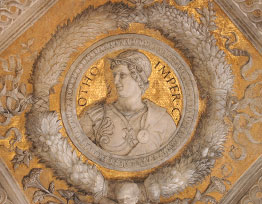
Dipinto raffigurante Otone (Camera degli Sposi, Mantova)

A questo punto Otone ordinò di convocare un consiglio di guerra per decidere il da farsi; a fare il punto della situazione fu Svetonio Paolino, ritenuto il più capace dei militari, e questi sostenne che l'impazienza avrebbe giocato a favore dei nemici dell'imperatore, mentre sarebbe stato meglio attendere. Paolino ricordò che l'armata di Vitellio era al completo, ma Otone controllava l'Oriente, l'Italia e Roma e quindi suggerì di aspettare l'arrivo della XIV legione per schiacciare definitivamente il nemico. Anche Mario Celso e Trebonio Gallo si dissero favorevoli alla proposta di Paolino, mentre Otone era propenso a ingaggiare immediatamente la battaglia, sostenuto dal fratello Tiziano e dal prefetto del pretorio Proculo che dicevano di avere il favore degli dei.
Nessuno osò opporsi, ma si decise che almeno l'imperatore sarebbe dovuto rimanere dietro le linee di difesa, a Brescello. Questa decisione causò ulteriore malcontento tra i soldati, che vedevano l'imperatore allontanarsi e lasciarli in mano a dei generali dei quali non si fidavano. Intanto era scoppiata un'altra battaglia sulle rive del Po, poiché i vitelliani lo avevano attraversato con un ponte di barche. Durante lo scontro fu ucciso Marzio Macro, il comandante dei gladiatori otoniani, trafitto da un giavellotto. Sul luogo della battaglia arrivarono anche Vestricio Spurinna con le sue coorti e Flavio Sabino, che prese il posto di Macro.

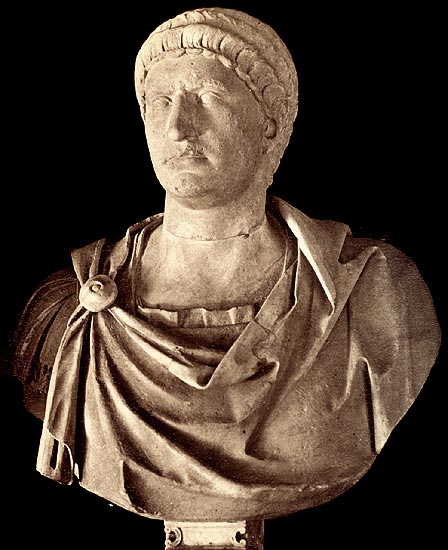

Intanto Otone rimaneva a Brescello, con l'esercito sul punto della rivolta. Anche la guida delle truppe era confusa: il poco esperto Tiziano aveva il comando formale, ma di fatto l'esercito era in mano al prefetto Proculo, mentre Celso e Paolino non riuscivano più a contenere il malcontento dei soldati. Questi ultimi, però, erano ormai in marcia verso il nemico e lo raggiunsero nei pressi di Bedriaco, dove Valente aveva già dato il segnale di battaglia. Gli otoniani ingaggiarono il nemico, giungendo al campo vitelliano dove divampò feroce la battaglia. Davanti al numero e alla forza delle schiere avversarie, i comandanti otoniani fuggirono e, dopo una breve resistenza di Cecina e Valente, l'esercito dell'imperatore venne finalmente messo in fuga. Quando la notizia dell'esito della battaglia raggiunse il campo, Otone rifiutò di far chiamare le altre legioni da Aquileia, perché non voleva che si continuasse a combattere.

### Morte e successione (69)
(Otone da Tacito, Historiae, II, 47)

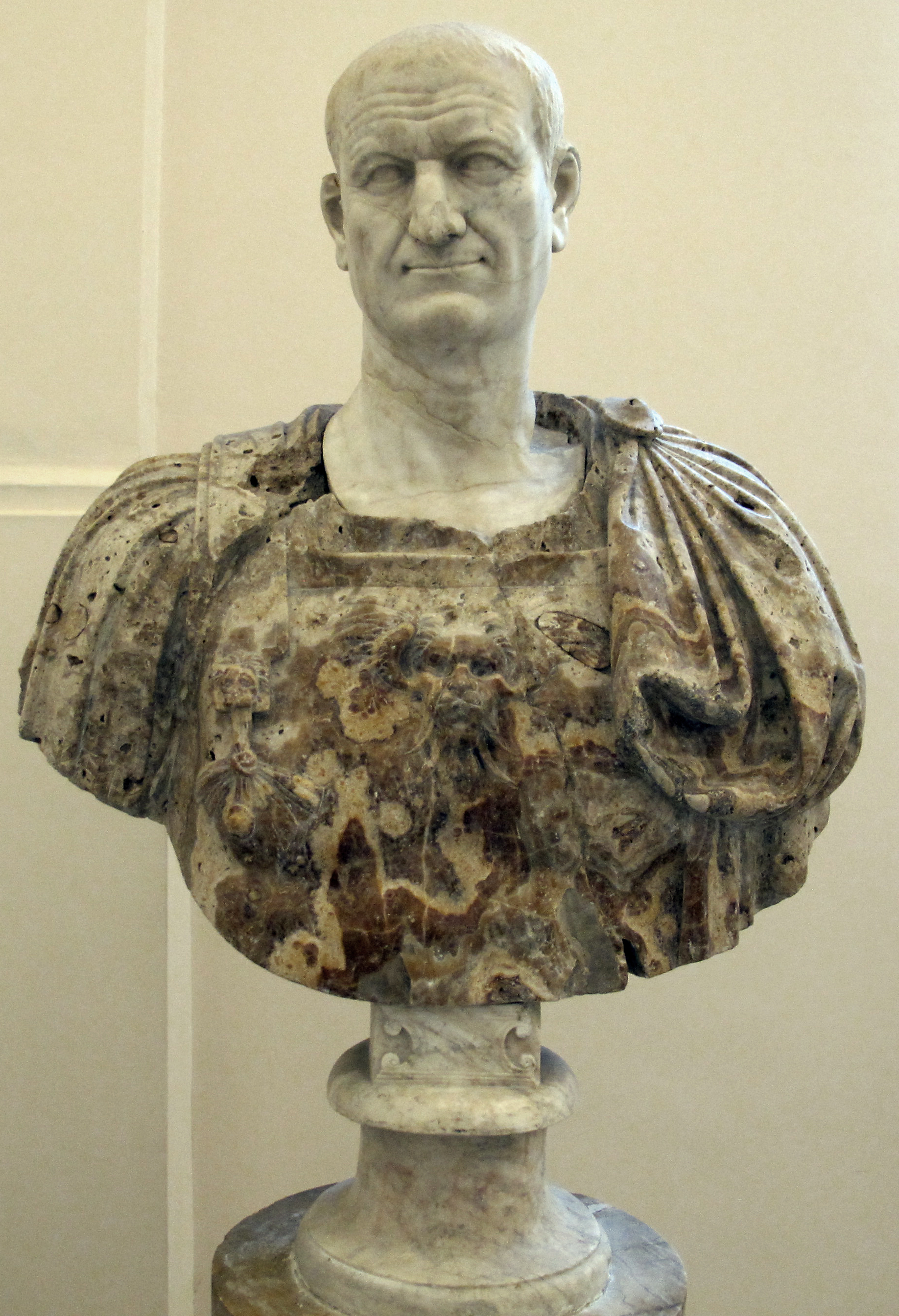
Busto di Vespasiano, prima sostenitore di Otone e, dopo la sua morte, imperatore rivale di Vitellio (Museo archeologico nazionale, Napoli)

Con questo solenne discorso, Otone consolò chi gli era intorno, mentre dava mance ai suoi soldati e ai suoi servi. Si ritirò poi nella sua tenda e bruciò le sue lettere personali perché non finissero in mano al nemico, scrisse due lettere, una alla sorella e una a Statilia Messalina, con la quale voleva sposarsi, ma che lo aveva rifiutato. Si mise poi a riposare portando a letto con sé due pugnali, dormì tutta la notte e al suo risveglio si trafisse il fianco: ai primi gemiti i suoi attendenti accorsero al suo capezzale, ma Otone spirò in poco tempo. Fu seppellito modestamente subito dopo la morte, come da sue disposizioni.
(Plutarco, Otone, XVIII)
Tacito, come molti altri storici antichi, ne lodò l'eroicità nel morire: con la sua morte, Otone avrebbe desiderato porre fine alla guerra civile che fin troppe vittime romane aveva mietuto. Fu così amato dalle sue truppe che molti dei suoi soldati, dopo averlo sepolto, si uccisero a loro volta. Ma il suo sacrificio si rivelò vano, dato che il principato di Vitellio fu nuovamente scosso dalla rivolta del governatore della Giudea, Tito Flavio Vespasiano.

## Otone nella cultura di massa
Otone è il protagonista della tragedia del francese Pierre Corneille Othon, rappresentata per la prima volta nel 1664: in quest'opera Corneille rappresenta Otone come il monarca ideale, il cui passato è stato una conseguenza della depravazione di Nerone, e lo abbellisce per paragonarlo al giovane re di Francia della sua epoca, Luigi XIV.
Otone è anche il personaggio principale del dramma per musica Ottone in villa di Antonio Vivaldi, rappresentato per la prima volta nel 1713; questa opera è considerata il primo lavoro teatrale del celeberrimo compositore. Appare anche ne L'incoronazione di Poppea di Claudio Monteverdi (1642) e nell'Agrippina di Georg Friedrich Händel (1709), entrambe opere liriche. Otone è presente inoltre nel film muto Nero (1922), considerato perduto, e nel poema epico medievale inglese Siege of Jerusalem.